# HD 129445 b
HD 129445 b — экзопланета, вращающаяся вокруг жёлтого карлика HD 129445 и находящаяся на расстоянии приблизительно 220 световых лет в созвездии Циркуля.
Планета является газовым гигантом; орбита обладает большим эксцентриситетом. HD 129445 b была открыта в рамках проекта Magellan Planet Search Program.